# SoundTeMP
SoundTeMP（サウンドテンプ）は、ゲームミュージックを手掛ける韓国の音楽家集団で、1992年に結成して以来MMORPG等のゲームミュージックの製作に携わってきた。
日本では、2002年よりサービスが開始されたラグナロクオンラインの音楽によって一躍有名となった。

## メンバー
- Lee Seock-Jin
- Kwon Goo-Hee
- Kwak Dong-Il (Sevin) (1993-2004)
- Jang Seong-Woon (Nikacha)
- Park Jin-Bae (Silhouetti 、ESTi)
- Park Soo-Il
- Nam Goo-Min (Nauts)

SoundTeMPとは別にゲームミュージックの製作に関わっているメンバーもおり、元SOFTMAXサウンドチームのPark Jin-Bae(Silhouetti、現在はESTi)は、同チームのNam Goo-Min(Nauts)、Jang Seong-Woon(Nikacha)両名と共にテイルズウィーバー等の作品で音楽を製作している。
Nam Goo-Min、Jang Seong-Woonの両名は、2002年からSoundTeMPに参加しており、ラグナロクオンラインで音楽を製作している。2004年には、Cozを加えた3人でN'Squareを結成し、ヨーグルティング等の音楽を担当している。
Kwak Dong-Il(Sevin)は、1993年からSoundTeMPに参加していたが、2004年に独立してSOUNDFAを結成し、ゼネピックオンライン等の音楽を担当している。
※ SoundTeMPのメンバーは、結成以降も数名の入れ替わりがある。

## 主な作品
括弧内は日本語のタイトルおよび作品を提供している企業名。
- Leithian (レイシアン、1999・Grigon Entertainment)
- AceSaga (AceSaga、1999・MAIET entertainment)
- Arcturus (アークトゥルス、2000・GRAVITY)
- Narsillion (ナルシリオン、2001・Grigon Entertainment)
- Ragnarok Online (ラグナロクオンライン、2001・GRAVITY)
- Seal Online (シールオンライン、2003・Grigon Entertainment)
- 天狼熱戰 (天狼熱戦、2003・Grigon Entertainment)
- FlyFF Online (フリフオンライン、2003・Aeonsoft)
- Granado Espada (グラナド・エスパダ、2005・IMC Games)
- Neo Steam (ネオスチーム、2005・Hanbit Soft)

## メンバーの参加した作品
- The Rhapsody of Zephyr (西風の狂詩曲、1998・SOFTMAX)
- The War of Genesis Ⅲ (創世記戦3、1999・SOFTMAX)
- TalesWeaver (テイルズウィーバー、2002・SOFTMAX)
- Dream Chaser (ドリームチェイサー、2002・SOFTMAX)
- Corum Online (コルムオンライン、2003・Netclue)
- Magnacarta (マグナカルタ、2004・SOFTMAX)
- Pangya (スカッとゴルフ パンヤ、2004・Ntreev Soft)
- Yogurting (ヨーグルティング、2004・Neowiz)
- XenepicOnline (ゼネピックオンライン、2004・DNC Entertainment)
- RF Online (RF Online、2004・CCR)
- Silkroad Online (シルクロードオンライン、2004・Joymax)
- LaTale (トキメキファンタジー ラテール、2006・Actoz Soft)
- PANGYA Season3 (スカッとゴルフ パンヤ、2006・Ntreev Soft)

## アルバム
- Ragnarok Online soundTeMP Special Remix!! (2002)
- The memory of RAGNAROK (2006)